# Anne Pratt
Anne Pratt (5 de diciembre de 1806-27 de julio de 1893) fue una botánica e ilustradora ornitóloga y autora británica.

## Biografía
Nacida en Strood, Kent fue la segunda de las tres hijas de Robert Pratt, un tendero y de Sara Bundock. Fue una de las ilustradoras botánicas más famosas de la época victoriana. Fue impulsada a dedicarse al dibujo a causa de la rodilla deteriorada y su pobre salud que le impidió practicar deportes en su infancia.
Su educación la recibió en la Eastgate House en Rochester y el doctor Dods, un amigo de la familia, la introdujo en la botánica.   Se mudó a Brixton en 1826 donde desarrolló su carrera como ilustradora. En 1849 se estableció en Dover y en East Grinstead en 1866 donde se casó con John Pearless, y juntos se fueron a vivir a Redhill. Pratt falleció en Stepherd's Bush, Londres

## Trayectoria
Pratt escribió más de 20 libros, usando cromolitografía para ilustrarlos con la colaboración de William Dickes, un grabador especializado en este proceso. Sus trabajos fueron escritos en un estilo accesible por lo que fue en parte responsable de la popularización de la botánica en esa época. Su primer libro Flowers and Their Associations, se vendió bien pero la crítica no fue buena a causa del menosprecio por la mujer didacta.

## Algunas de sus obras
- The Field, the Garden, and the Woodland, 1838.

- Flowers and their associations, 1840.

- The Pictorial Catechism of Botany. London: Suttaby and Co., 1842.

- The Ferns of Great Britain, c. 1850.

- Wild Flowers, 1852 (2 vols.). Also published as classroom wall hangings.

- Poisonous, Noxious, and Suspected Plants, of our Fields and Woods, 1857.

- The Flowering Plants, Grasses, Sedges, and Ferns of Great Britain and Their Allies the Club Mosses, Pepperworts, and Horsetails. London: Frederick Warne and Co., 1855–1873, 6 vols. (Originally only 5 volumes, published 1855–1866, as 'The Flowering Plants of Great Britain; the 6th volume, on grasses, sedges, and ferns, was added in 1873).

- Chapters on Common Things of the Sea-side. Society for the Promotion of Christian Knowledge, 1850.

- Our Native Songsters. Society for the Promotion of Christian Knowledge, 1853.

- Haunts of the Wild Flowers. Routledge, Warne and Routledge, 1863.

- The Garden Flowers of the Year. Religious Tract Society, 1846.

- Wild Flowers of The Year. Religious Tract Society, 1846.

- The Excellent Woman as Described in Proverbs 31. Religious Tract Society, 1863.